# Francisco de Sá de Meneses
Francisco de Sá de Meneses (ur. ok. 1600, zm. 1664) – poeta portugalski epoki baroku.
Francisco de Sá de Meneses jest znany jako autor eposu bohaterskiego oktawą Malaca conquistada (Malakka zdobyta), wydanego w 1634 roku. Uważany jest za mistrza portugalskiej epiki wierszowanej. Epos opowiada o zdobyciu w 1511 roku przez Portugalczyków, dowodzonych przez Afonsa de Albuquerque miasta Malakka, leżącego nad strategiczną cieśniną o tej samej nazwie.